# Airbus Helicopters
Airbus Helicopters SAS (do 8. ledna 2014 Eurocopter Group) je evropský výrobce vrtulníků, vzniklý v roce 1992 sloučením divizí francouzského výrobce Aérospatiale a německého DaimlerChrysler Aerospace AG (DASA). Stal se tak součástí společnosti European Aeronautic Defence and Space Co. (EADS).
Firma zaměstnává přibližně 22 000 lidí po celém světě, Firma je č. 1 ve výrobě vrtulníků s obratem 6,3 miliardy eur ročně. V provozu je více než 12 000 strojů u více než 3000 zákazníků ve zhruba 150 zemích světa. Stroje těchto zákazníků nalétají více než 3 mil. hodin za rok. Airbus Helicopters má šest závodů v Evropské unii (Marignane a La Courneuve ve Francii, Donauwörth, Ottobrunn a Kassel v Německu a Albacete ve Španělsku) plus 30 dceřiných společností z celého světa.
Airbus Helicopters drží několik světových prvenství např. první vrtulník poháněný turbohřídelovým motorem (Alouette II v roce 1955), zavedení zahaleného ocasního rotoru (Gazelle v roce 1968), první vrtulník certifikovaný pro plnohodnotný let v podmínkách mrazu (AS332 Super Puma v roce 1984), první vrtulník s řídicím systémem Fly-by-Wire (NH90 v roce 2003), první vrtulník s řídícím systémem Fly-by-Light (EC135 v roce 2003) a vůbec první přistání vrtulníku na vrcholu nejvyšší hory světa Mount Everest (8849 m n. m.) pomocí AS350 B3 v roce 2005.

## Produkty
Airbus Helicopters vyrábí nebo vyráběl následující typy vrtulníků:
- Airbus Helicopters BK-117 (spolu s Kawasaki Aerospace Company)
- EC 135
- EC 145
- EC 155
- EC 120 Colibri
- EC 635
- Cougar
- Dauphin
- Ecureuil
- Ecureuil 2
- Fennec
- Gazelle
- Panther
- Puma
- Super Puma
- Tiger
- Eurocopter Caracal

Airbus Helicopters se rovněž účastní, díky svému 62,5% podílu, na projektu užitkového vrtulníku NH90.
Na některých vrtulnících společnosti Airbus Helicopters se otáčí hlavní rotor ve směru hodinových ručiček (při pohledu seshora), na rozdíl od většiny amerických strojů, což vyžaduje, aby pilot prováděl opačné pohyby pedálů. Toto se netýká modelů vyvinutých v Německu (BK117, EC145, BO105 atd.)
Airbus Helicopters je také propagátor používání Fenestronu – uzavřeného ocasního rotoru, který je více účinný a bezpečnější než běžný odkrytý rotor.

## Galerie

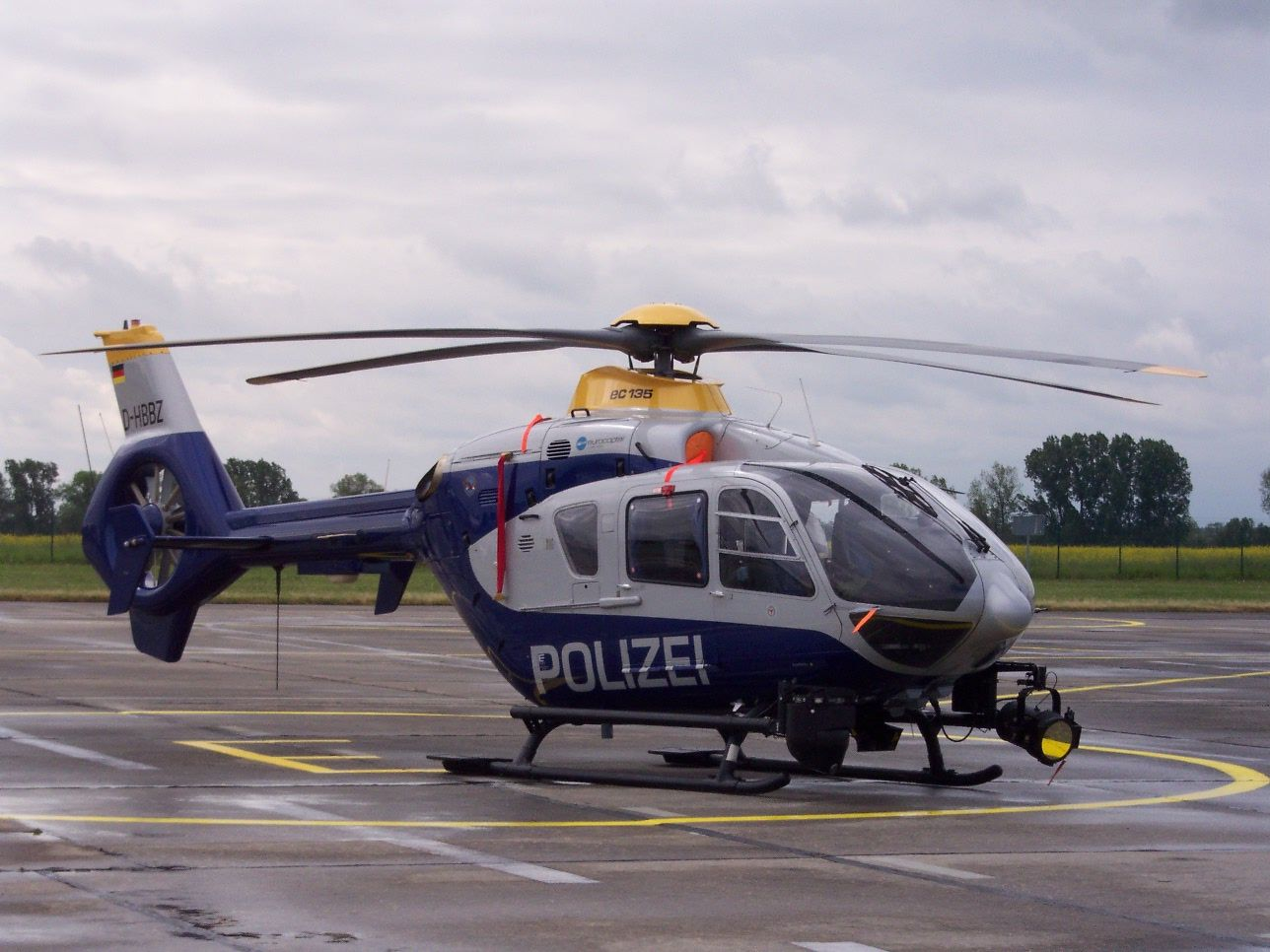
EC 135
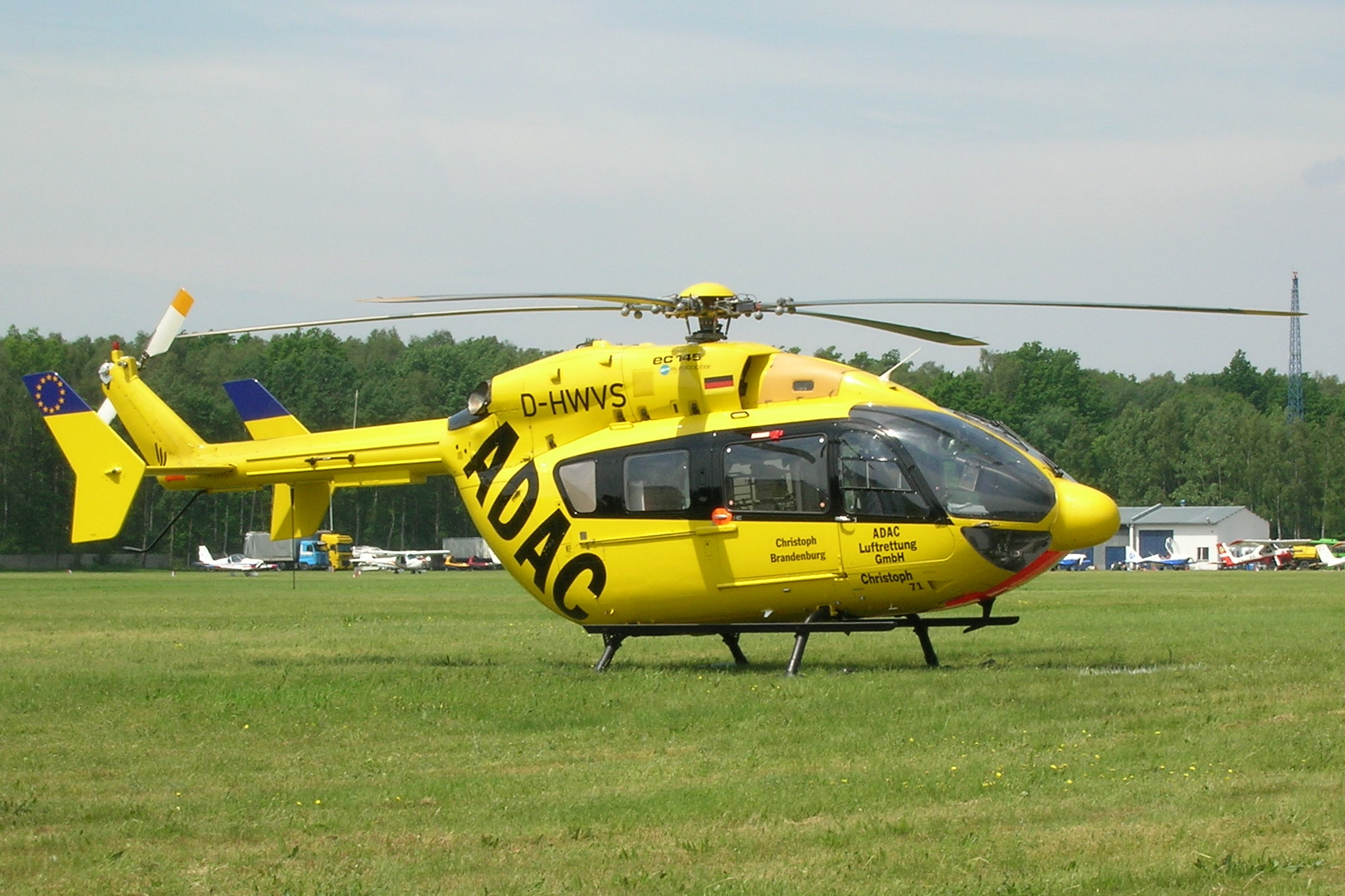
EC 145
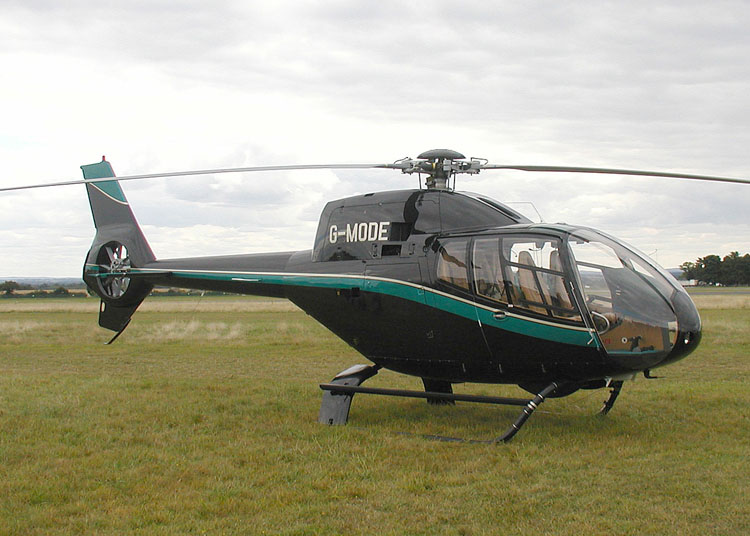
EC 120 Colibri
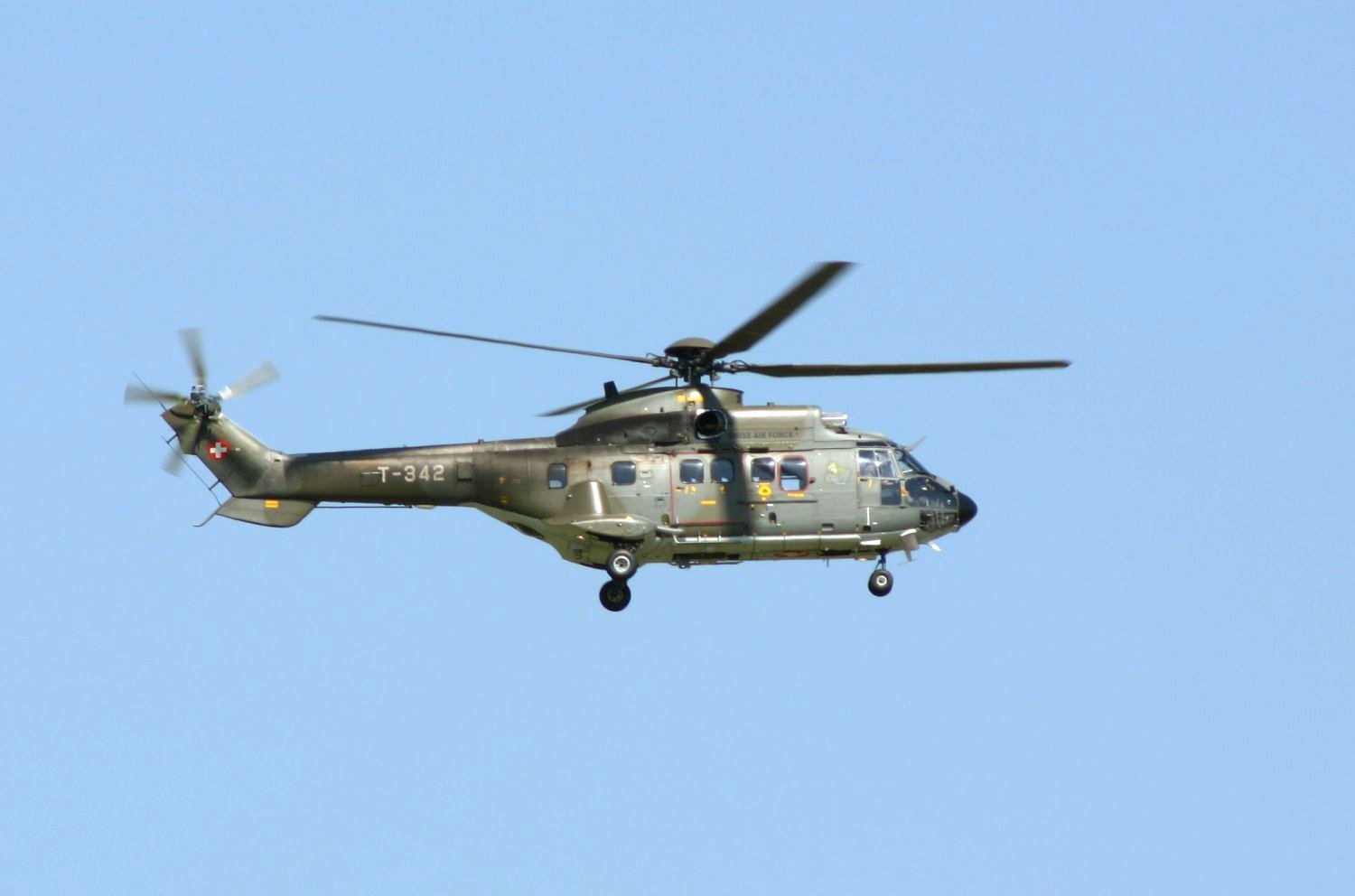
Cougar
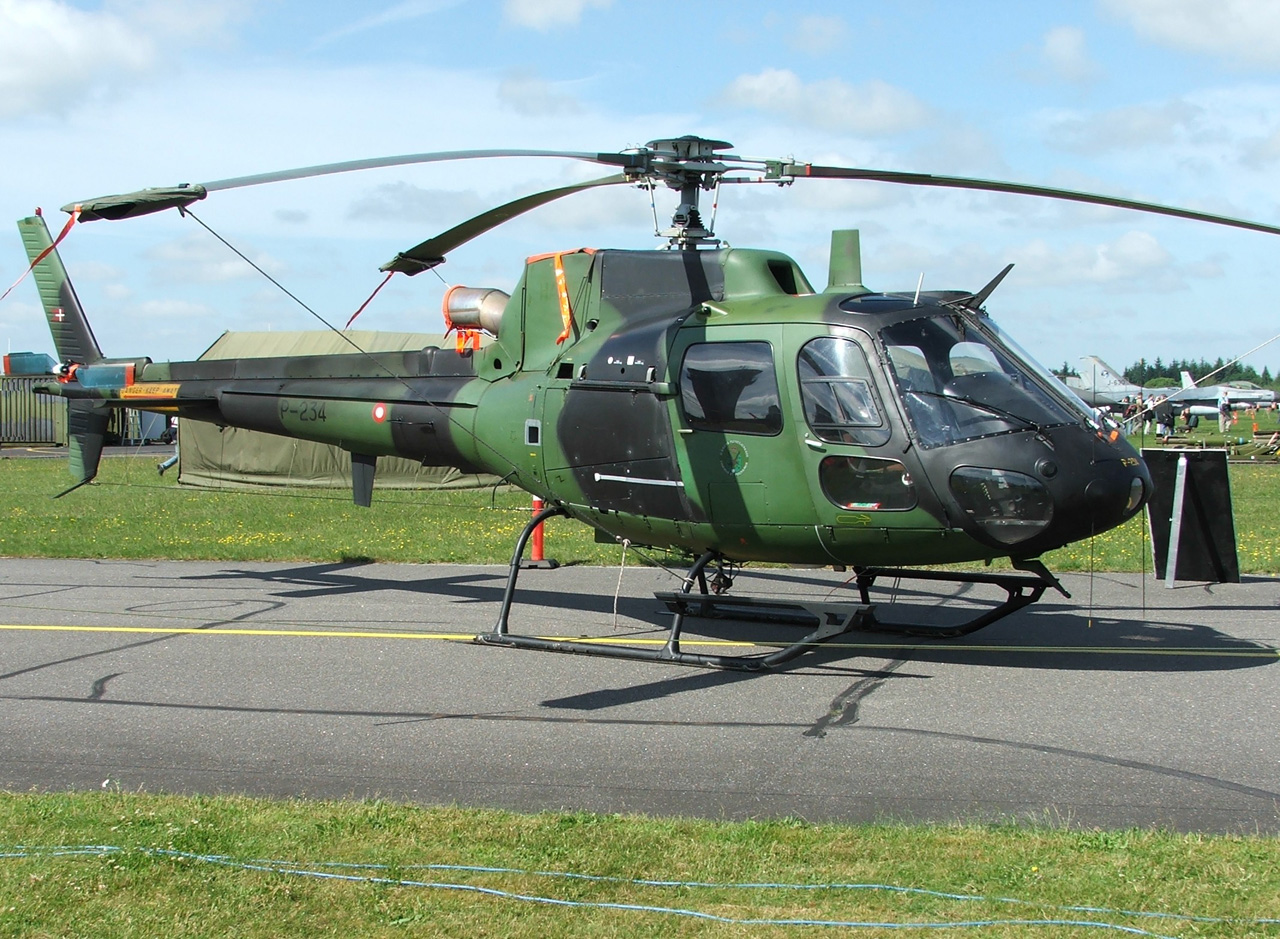
Fennec
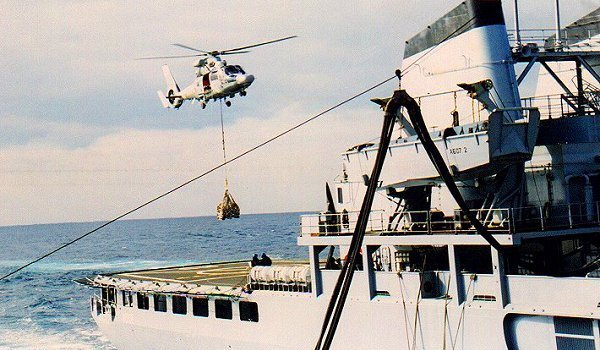
Panther
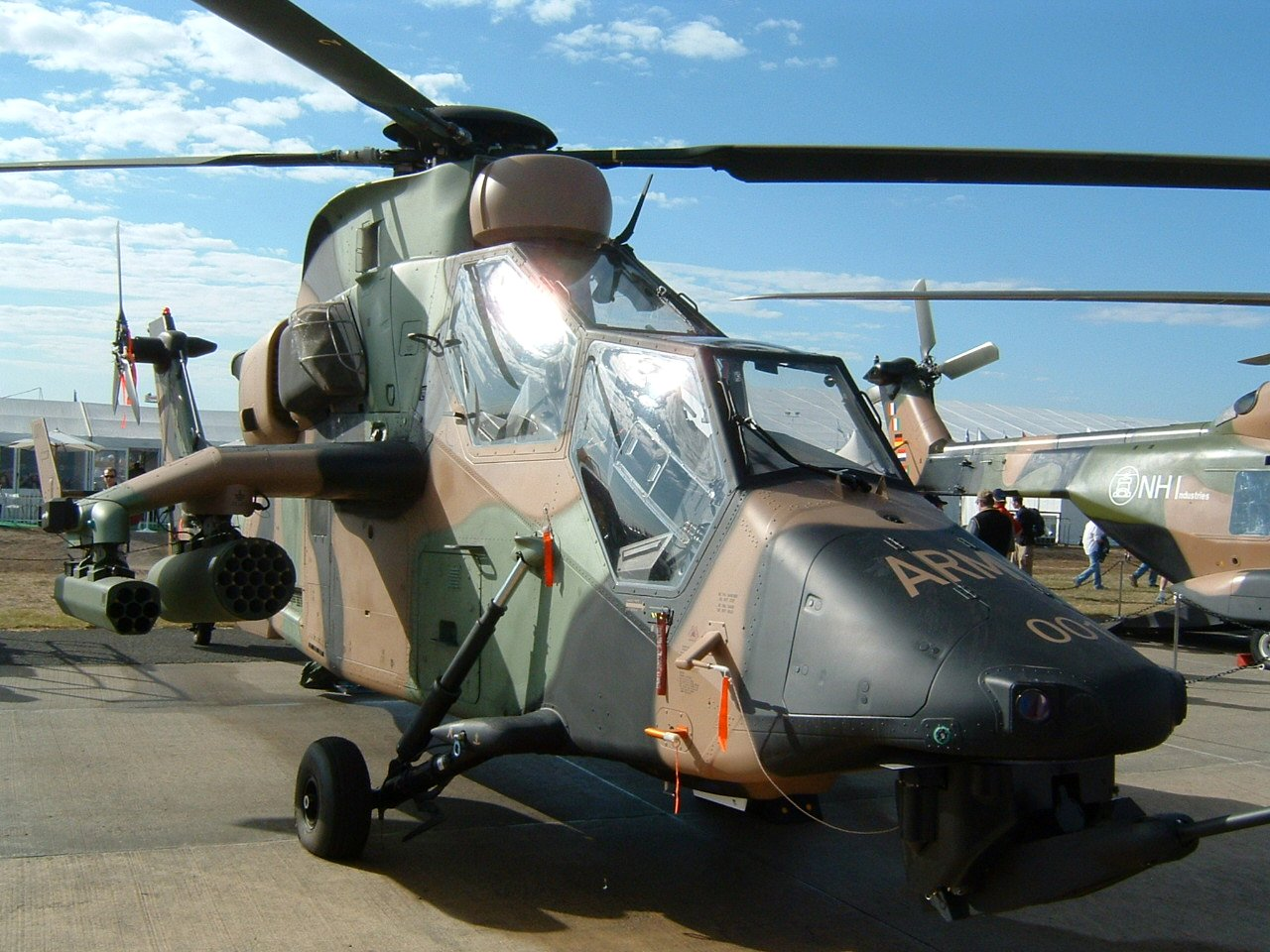
Tiger